# Ophioglossaceae
Ophioglossaceae (R.Br.) C.Agardh (dal greco glossa, 'lingua', + ophis, 'di serpente') è una famiglia di felci.
Nella recente classificazione del Pteridophyte Phylogeny Group del 2016 (PPG I), è l'unica famiglia dell'ordine Ophioglossales, che insieme a quello delle Psilotales è collocata nella sottoclasse Ophioglossidae. I membri di questa famiglia differiscono dalle altre felci in molti modi. Molti hanno una sola fronda carnosa alla volta. I loro gametofiti sono sotterranei e si affidano ai funghi per la nutrizione.

## Descrizione
Sono generalmente ancorate al suolo (ad eccezione di alcune specie epifite di Ophioglossum) e si trovano nelle aree temperate e tropicali.
Vi appartengono felci con fronde costituite da una parte verde assimilatrice e da una parte gialla fertile. Ogni anno sul breve fusto sotterraneo si sviluppa una singola fronda lungamente peduncolata e provvista di una guaina cartilaginea. Nello stadio giovanile tale fronda non è arrotolata.
A differenza di quanto avviene di norma nelle felci, la crescita dei tessuti definitivi non avviene ad opera di una sola cellula meristematica apicale, ma ad opera di parecchie cellule iniziali che costituiscono il meristema apicale.
Sono specie eusporangiate cioè producono sporangi che si originano da un gruppo di cellule, hanno un involucro pluristratificato e producono un numero elevato di spore. 
Il gametofito è formato da protalli ipogei fortemente ridotti (pochi millimetri) e sono di clorofilla. Sono in simbiosi con funghi per la loro nutrizione (sono mico-eterotrofici). 
Oltre ad avere gametofiti micoeterotrofi, ci sono alcune specie di Botrychium - casi unici tra le felci - ad avere anche gli sporofiti (la parte più evidente di una felce) micoeterotrofi,  piccoli, effimeri e che non fotosintetizzano.
Nel genere Botrychium la fronda è pennata sia nella parte assimilatrice che nella parte fertile. Il germoglio ipogeo presenta una debole crescita secondaria in spessore (ed è un caso unico tra le felci attuali).
Il genere Ophioglossum ha il più alto numero di cromosomi di qualsiasi pianta conosciuta. Il detentore del record è Ophioglossum reticulatum, con circa 630 coppie di cromosomi (fino a 1 440 cromosomi per cellula). Per fare un confronto, gli esseri umani hanno 46 cromosomi.
Ophioglossum malviae , una specie indiana,  è ritenuta come la più piccola felce del mondo con piante di dimensioni che non superano i 2 cm.

## Tassonomia
Il numero di generi attribuito a questa famiglia è variato nel tempo. Il sistema Smith del 2006 include quattro generi. Il sistema PPG I del 2016 divide la famiglia in quattro sottofamiglie:
- Helminthostachyoideae C.Presl
  - Helminthostachys Kaulf.
- Mankyuoideae J.R.Grant & B.Dauphin
  - Mankyua B.Y.Sun, M.H.Kim & C.H.Kim
- Ophioglossoideae  C.Presl (equivalent to Ophioglossum s.l. in other systems)
  - Cheiroglossa C.Presl
  - Ophioderma (Blume) Endl.
  - Ophioglossum L.
  - Rhizoglossum C.Presl
- Botrychioideae C.Presl (equivalent to Botrychium s.l. in other systems)
  - Botrychium Sw.
  - Botrypus Michx.
  - Japanobotrychum Masam.
  - Sceptridium Lyon